# Олеск, Герт
Герт Олеск (эст. Gert Olesk; 8 августа 1973, Пярну) — эстонский футболист, центральный защитник, футбольный тренер. Выступал за национальную сборную Эстонии.

## Биография

### Клубная карьера
Начинал играть на взрослом уровне в клубе из Пярну «КЕК»/«Тервис», по итогам сезона 1992/93 вышел в высшую лигу. В ходе следующего сезона перешёл в таллинскую «Флору», в которой в сезонах 1993/94 и 1994/95 сыграл 11 матчей, в этих чемпионатах выигрывал золотые медали. Однако в основном составе таллинского клуба не закрепился и в последующих сезонах отдавался в аренду в фарм-клубы «Флоры» — команды из посёлка «Лелле» и свой прежний клуб «Тервис».
В 1997 году перешёл в «Тулевик», в нём провёл следующие четыре сезона. В 1999 году помог клубу добиться наивысшего успеха в истории — завоевать серебряные медали. В 2001—2002 годах играл в первой лиге за «Элву», затем вернулся в родной город и выступал за «Вапрус». В составе клуба из Пярну в 2004 году выиграл турнир второй лиги, а в 2005 году — первую лигу. В 2006—2007 годах провёл два своих последних сезона в высшей лиге. Завершил игровую карьеру в 2012 году, играя за дубль команды из Пярну.
В 2016 году выступал за команду по пляжному футболу в высшем дивизионе Эстонии.

### Карьера в сборной
В 1994—1995 выступал за молодёжную сборную Эстонии, сыграл 10 матчей.
Дебютировал в национальной сборной Эстонии 1 июня 1994 года в игре против сборной Македонии, отыграв полный матч. В 1994—1997 годах часто вызывался в сборную страны, но играл нерегулярно, в основном в товарищеских матчах. После двухлетнего перерыва был вызван в сборную в феврале 2000 года и принял участие в двух матчах, свою последнюю игру провёл 25 февраля 2000 года против Таиланда.
Всего в 1994—2000 годах сыграл 13 матчей за сборную Эстонии, голов не забивал.

### Карьера тренера
С 2004 года работал в «Вапрусе» детским тренером. В 2009 и 2010 годах некоторое время работал главным тренером основной команды «Вапруса» (по другим данным, главным тренером клуба в этих сезонах был Антс Коммуссаар[уточнить]). В 2011 году завоевал бронзовые медали чемпионата Эстонии среди 17-летних.
В 2013—2014 годах возглавлял клуб «Пярну Линнамеэсконд», игравший в 2013 году в Эсилиге Б (вторая лига), а в 2014 году — в Эсилиге. В обоих сезонах клуб заслужил право на повышение в классе, заняв соответственно второе и третье места. В декабре 2014 года уступил тренерский пост Марко Лелову и стал его ассистентом.